# Sladaja
Sladaja (em cirílico: Сладаја) é uma vila da Sérvia localizada no município de Despotovac, pertencente ao distrito de Pomoravlje, na região de Resava. A sua população era de 680 habitantes segundo o censo de 2011.

## Demografia
| 1948 | 1953 | 1961 | 1971 | 1981 | 1991 | 2002 | 2011 |
| ---- | ---- | ---- | ---- | ---- | ---- | ---- | ---- |
| 1083 | 1121 | 1154 | 1115 | 1054 | 889  | 788  | 680  |